# (2287) Kalmykia
(2287) Kalmykia (1977 QK3) – planetoida z pasa głównego asteroid okrążająca Słońce w ciągu 3,36 lat w średniej odległości 2,24 au. Odkryta 22 sierpnia 1977 roku.